# Fatma Begum
Fatma Begum (1892-1983) fue una actriz, directora, guionista y productora india. Es considerada como la primera mujer directora en el ambiente del cine indio. Lanzó su propia compañía de producción, Fatma Films.

## Carrera
Debutó como actriz en la película muda de Ardeshir Irani, Veer Abhimanyu (1922). Era una práctica común que los hombres interpretaran a mujeres en obras de teatro y películas, por lo que se convirtió en una gran superestrella. Fatma Begum era de piel clara y llevaba un maquillaje oscuro que se adaptaba a las imágenes sepia y blanco y negro en la pantalla.
En 1926 fundó Fatma Films, que más tarde sería conocida como Victoria-Fatma Films en 1928. Se convirtió en pionera del cine de fantasía, donde utilizó la fotografía trucada para obtener efectos especiales. Fue actriz para los estudios Kohinoor e Imperial, mientras escribía, dirigía, producía y actuaba en sus propias películas en Fatma Films.
Begum se convirtió en la primera directora del cine indio con su película de 1926 Bulbul-e-Paristan. Si bien actualmente no existen copias conocidas de la película, la producción de alto presupuesto ha sido descrita como una película de fantasía que presenta muchos efectos especiales. Dirigió muchas otras películas, siendo su última cinta Goddess of Luck en 1929. Falleció en 1983 a la edad de 91 años.